# خوزو اویا
خوزو اویا (به انگلیسی: Khozu Avia) یک شرکت هواپیمایی است.
دفتر مرکزی خوزو اویا در شهر آلماتی کشور قزاقستان واقع شده‌است و قطب این شرکت هواپیمایی در فرودگاه بین‌المللی آلماآتی قرار دارد.